# Coryphaenoides myersi
Coryphaenoides myersi es una especie de pez de la familia Macrouridae en el orden de los Gadiformes.

## Morfología
• Los machos pueden llegar alcanzar los 30 cm de longitud total.

## Hábitat
Es un pez de aguas profundas que vive hasta 457 m de profundidad.

## Distribución geográfica
Se encuentran en las Islas Galápagos.